# Фатална афера
Фатална афера (енгл. Fatal Affair) амерички је психолошки трилер из 2020. године. Редитељ филма је Питер Саливан, по сценарију који је написао с Рашидом Гарнер. Главне улоге глуме Нија Лонг, Омар Епс, Стивен Бишоп и Кеј Џеј Смит.
Netflix је објавио филм 16. јула 2020. године.

## Радња
Ели Ворен је успешан адвокат који живи са својим супругом Маркусом који се опоравља након ужасне саобраћајне несреће. Управо су се преселили у нову кућу на обали из града Сан Франциска сада када је њихова ћерка Британи отишла на колеџ. Ели упознаје новог техничког консултанта своје фирме, Дејвида Хамонда, који су се први пут упознали на колеџу. Дејвид је на терапији за контролу беса након инцидента са женом по имену Дебора. Ели и Дејвид се у почетку састају на пићу, али ситуација постаје сексуална када оду у тоалет у клубу, иако се Ели опире. Након тога, Дејвид је уходи телефонским позивима, порукама, разгледањем њене куће из даљине, проваљивањем у њен дом, хаковањем у њен сигурносни систем, слањем пакета и забављањем са Елиином пријатељицом, Кортни. Све то ради упркос Елииним упозорењима да се клони ње и њене породице.
Ели сазнаје од своје бивше колегинице са колџа да је Дејвид убио своју бившу жену Дебору и њеног новог дечка неколико месеци након развода. Ели шаље Кортни е-пошту са информацијама о Деборином убиству и о томе како га је Дејвид вероватно починио, али је Дејвид брише. Ели је ужаснута када га види како игра голф са Маркусом. Она убеђује консијержа у Дејвидовој згради да је пусти у његов стан, где на његовом рачунару проналази слике Деборе и ње саме снимљене издалека. Док Ели зове Кортни у вези са сликама, Дејвид долази до Кортни и напада је. Ели је проналази како крвари из главе и одводи је у болницу. Пошто полиција сада трага за Дејвидом, он изведоди трик наводећи их да помисле да је извршио самоубиство; запалио бескућника уз самоубилачку поруку. Полиција проналази све доказе у његовој кући, укључујући и признање за убиство његове бивше жене.
Једне ноћи, Ели добија поруку од своје помоћнице (вероватно од Дејвида) да потпише неке документе. Ели свраћа у своју канцеларију и проналази своју помоћницу убијену на поду. Ели жури кући и зове полицију, пре него што пронађе Дејвида живог и онесвести га вазом. Она наилази на леш Британиног дечка Скота и проналази Маркуса и Британи везане. Ослобађа када полиција стиже, али Дејвид убија полицајца. Док Британи улази у свој ауто и одлази, долази до туче између Маркуса, Дејвида и Ели, која се завршава тако што Дејвид пада на литици плаже. Неколико месеци касније, Маркус и Ели шаљу Британи назад на колеџ, а њихова кућа је на продају.

## Улоге
| Глумац              | Улога             |
| ------------------- | ----------------- |
| Нија Лонг           | Ели Ворен         |
| Омар Епс            | Дејвид Хамонд     |
| Стивен Бишоп        | Маркус Ворен      |
| Кеј Џеј Смит        | Дебора Ли         |
| Џејсон Шејн Скот    | Травис Грин       |
| Обри Клеланд        | Британи Ворен     |
| Маја Стојан         | Кортни            |
| Керолин Хенеси      | Џенис             |
| Кејт Орсини         | Лорали            |
| Лин Алиша Хендерсон | детективка Ларсон |
| Фредела Каловеј     | др Ли Беверли     |
| Џејкоб Арон Гејнз   | Скот              |
| Ким Џексон          | Никол             |
| Естел Свареј        | Линда             |